# Daniil Kvyat
Daniil Viacheslavovich Kvyat (pronunciación en ruso: [Дании́л Вячесла́вович Квят]; Ufá, Baskortostán, Rusia; 26 de abril de 1994) es un piloto de automovilismo ruso. Fue campeón de la Fórmula Renault 2.0 en 2012 y al año siguiente se proclamó campeón de la GP3 Series como debutante, y a su vez corrió como piloto invitado en la Fórmula 3 Europea. Debutó en la Fórmula 1 con la Scuderia Toro Rosso en 2014. En este campeonato, ha competido también con el equipo Red Bull, y en total ha sumado tres podios y una vuelta rápida. En 2019 volvió a competir con Toro Rosso hasta 2020, renombrado como AlphaTauri.
En 2023 compitió en el Campeonato Mundial de Resistencia de la FIA con Prema Racing, en 2024 dio el salto a la categoría Le Mans Hypercar con el equipo Lamborghini - Iron Lynx, posteriormente en 2025, se movió al IMSA SportsCar Championship cuando Lamborghini se retiró del Mundial de Resistencia.

## Carrera

### Inicios
Daniil se subió a un kart con ocho años de edad y a los once ya competía regularmente. Un año después se fue a vivir a Roma con su familia, donde siguió formándose como piloto. Logró ganar diversos campeonatos, lo que le valió la membresía del Equipo Júnior de Red Bull.

### Fórmula BMW

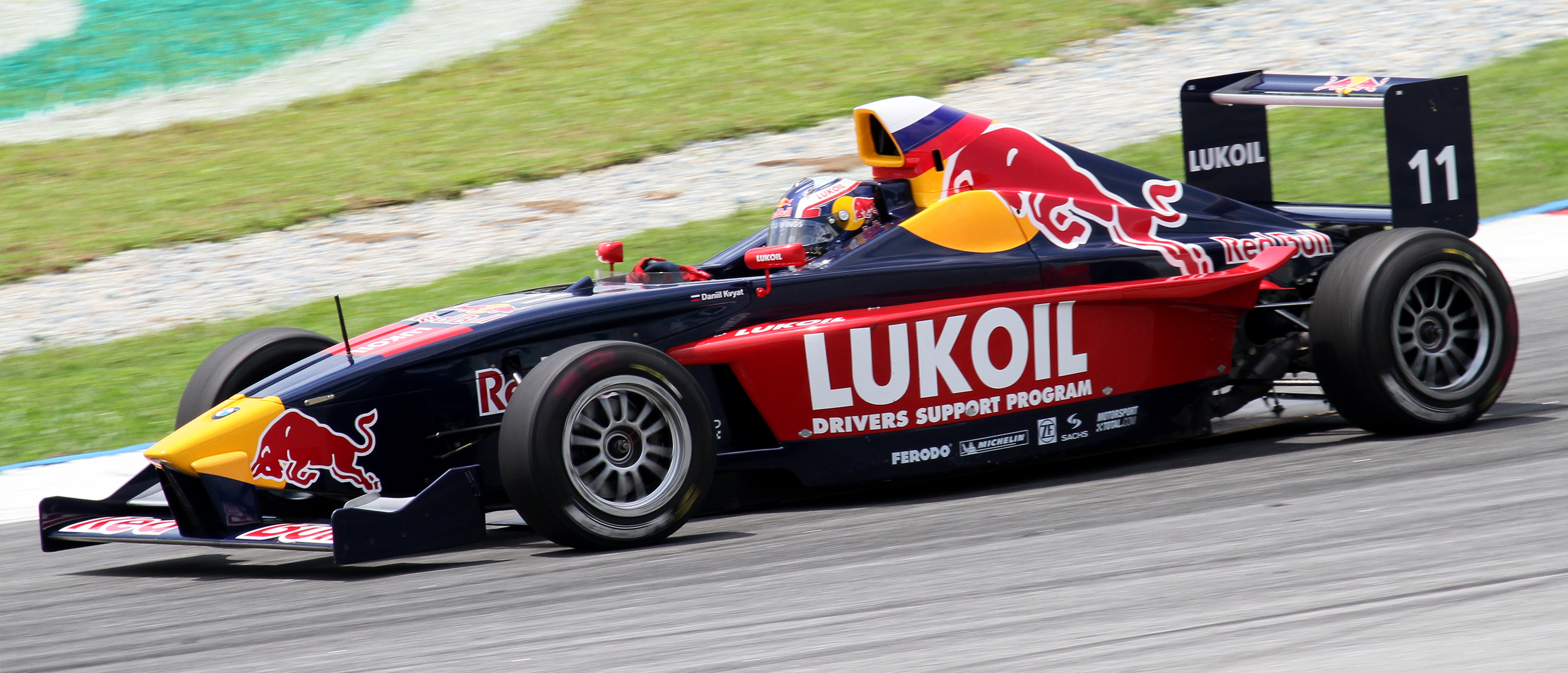
Kvyat en la Fórmula BMW en el Circuito Internacional de Sepang.

Kvyat comenzó su carrera como piloto de monoplazas para el equipo EuroInternational en la temporada 2010 de la Fórmula BMW Pacífico, en el Circuito Internacional de Sepang. En su primera carrera partió en sexta posición terminando decimonoveno y fue quinto en su segunda carrera. Durante esta temporada, se unió al Red Bull Junior Team, e hizo su debut en la Fórmula BMW Europa con el mismo equipo.  Terminó en décima posición y obtuvo un segundo lugar en Monza.

### Toyota Racing Series y Fórmula Renault
En el año 2011, además de correr en gran nivel en la Eurocopa de Fórmula Renault 2.0 y Fórmula Renault 2.0 NEC, compitió en una de las categorías más conocidas de monoplazas de Oceanía, la Toyota Racing Series. Quedó en el quinto puesto a pesar de no haber disputado todas las carreras, ya que de las doce que corrió, la mitad de las veces subió al podio, además logró una pole position y una victoria en Manfeild, adjudicándose el Dan Higgin's Trophy. En la carrera 2 en Manfeild, tras una gran salida adelantó a tres monoplazas en una curva y subió al podio, otra magistral actuación añadida al que la que había hecho en la carrera 3 de Paul Ricard, donde arrancó en la posición 14, hizo la vuelta rápida y subió al podio en la Eurocopa. Cerró el año con una cifra de 52 carreras, 10 victorias, 5 pole positions y 27 podios, en los tres campeonatos.
En 2012, Kvyat corrió esta nuevamente en la Eurocopa, arrancando como uno de los candidatos a luchar por el título. Comenzó con una doble victoria en Motorland Aragón, y luego otra en Spa-Francorchamps. Terminó subcampeón, muy cerca de Stoffel Vandoorne, quien solo abandonó una vez, en la carrera final en Barcelona, allí el ruso pudo ser campeón, pero solo logró terminar octavo. Ese año se convirtió en el primer piloto ruso en ganar en Rusia una carrera internacional, y lo hizo dos veces en Moscow Raceway.[cita requerida] Además fue campeón de la Fórmula Renault 2.0 Alpes, con el equipo Koiranen GP, en total con ese equipo Daniil logró 23 victorias, 43 podios, 13 pole positions y 21 vueltas rápidas.

### GP3 Series y Fórmula 3 Europea
Kvyat participó en la temporada 2013 de GP3 Series con el equipo MW Arden, siendo compañero de equipo de Carlos Sainz Jr., donde mostró un rápido progreso. No tuvo fortuna en su estreno en Barcelona, pero sumó sus primeros puntos en la segunda ronda (Valencia), acabando 5º y 4º. En Silverstone, el ruso terminó las dos mangas en 4º puesto y obtuvo una vuelta rápida, mientras que en Hungría logró su primer podio en la categoría. Posteriormente consigue ganar en Spa y en Monza tuvo un fin de semana memorable: en la primera carrera partió desde la pole position, obtenida por 0.5 segundos de ventaja sobre su compañero Robert Visoiu, ganó y marcó la vuelta rápida. En la segunda manga, con parrilla invertida le cupo arrancar desde el octavo lugar, a partir de ahí, remontó hasta el segundo lugar, en una carrera interrumpida por banderas amarillas. Esa actuación parecía rememorar la carrera donde Lewis Hamilton deslumbró en la GP2, en la segunda carrera en Turquía del año 2006. Esto le permitió mantener opciones de llevarse el título hasta la última carrera en Abu Dabi, donde venció y se proclamó campeón.
Daniil disputó por primera vez en Fórmula 3 Europea en el circuito de Hockenheim, tercera ronda de la temporada 2013 de la F3 europea, donde en su primer fin de semana consiguió una pole position impresionante y además se subió al podio, teniendo en cuenta que fue su primera intervención en un F3, ya que no participó siquiera en test de pretemporada. A lo largo del campeonato, logró otras cuatro pole positions, tres de estas en condiciones húmedas; y además se subió al podio siete veces y ganó una carrera en el circuito de Zandvoort.

### Fórmula 1

#### Toro Rosso (2013-2014)

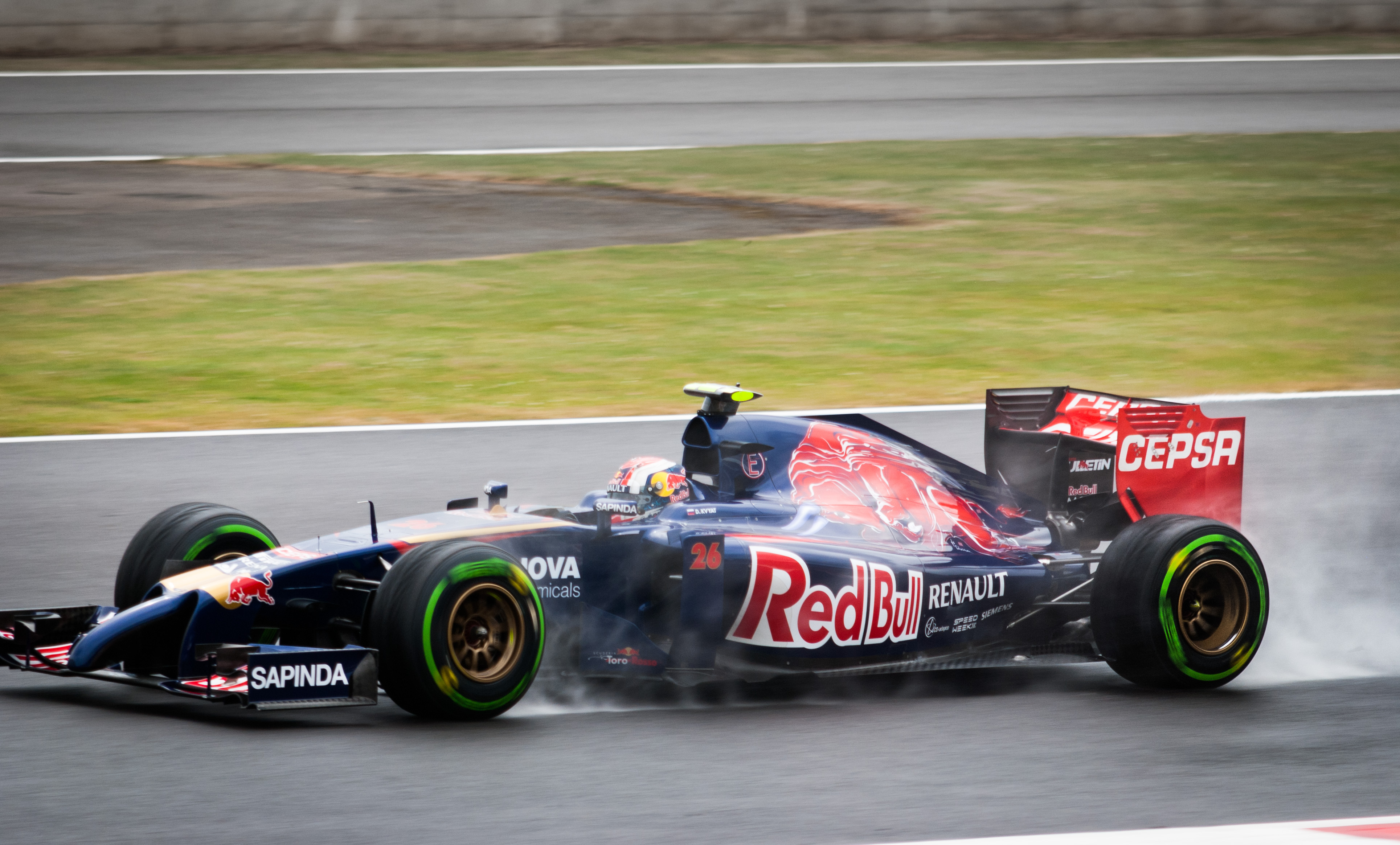
Daniil en el Gran Premio de Gran Bretaña de 2014.

En 2013, fue confirmado como nuevo piloto de Toro Rosso para el año siguiente. Kvyat debutó en Melbourne, partiendo desde la octava posición y terminando noveno, lo que lo convierte en el piloto más joven de la historia en puntuar en Fórmula 1, hasta ese entonces. Logró volver a puntuar en su segunda carrera (10.º en Malasia). En Sakhir se quedó a las puertas de los puntos, ya que concluyó 11.º; en Shanghái obtuvo otro 10.º lugar y en Barcelona fue 14.º. Luego sufre tres abandonos consecutivos por problemas mecánicos, pero de nuevo vuelve a los puntos en Silverstone y Spa, igualando su mejor resultado (9.ª posición).

#### Red Bull (2015-2016)

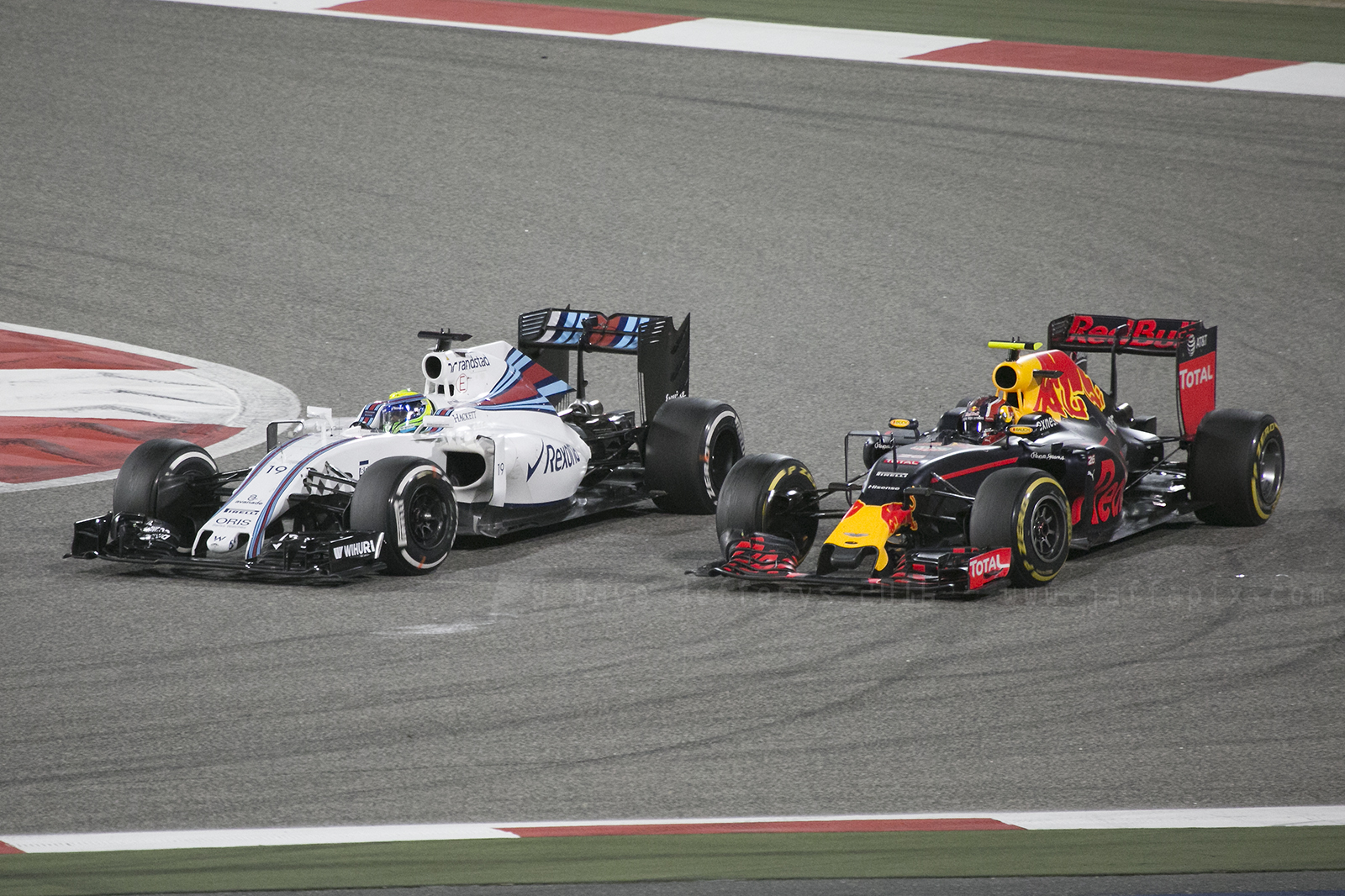
Kvyat en el GP de Baréin de 2016, a la derecha de Felipe Massa.

Se anunció la sustitución de Sebastian Vettel por parte del ruso en octubre de 2014, en Red Bull en 2015. Tuvo un comienzo complicado en su nuevo equipo, sumando solo 5 puntos en las 5 primeras carreras, por lo que el equipo le advirtió para que mejorara sus prestaciones.
En Mónaco, su monoplaza fue más competitivo y terminó en 4.º puesto. Posteriormente, consiguió su primer podio en Hungría, finalizando 2º. En la segunda parte del campeonato demostró mejor rendimiento y terminó delante de su compañero en el campeonato de pilotos.
Daniil comenzó el 2016 sin poder tomar la salida en la primera carrera, como le sucedió al año anterior. Sin embargo, en China hizo una salida fulgurante que le permitió terminar en el podio (3º). Pero debido al incidente que protagonizó en el GP de Rusia y que afectó a los pilotos Sebastian Vettel (produciéndole su retirada) y Daniel Ricciardo, el equipo decidió degradar al piloto ruso al equipo a Toro Rosso y a su vez sustituirlo en Red Bull por el piloto neerlandés Max Verstappen para el resto de la temporada.

#### Vuelta a Toro Rosso (2016-2017)

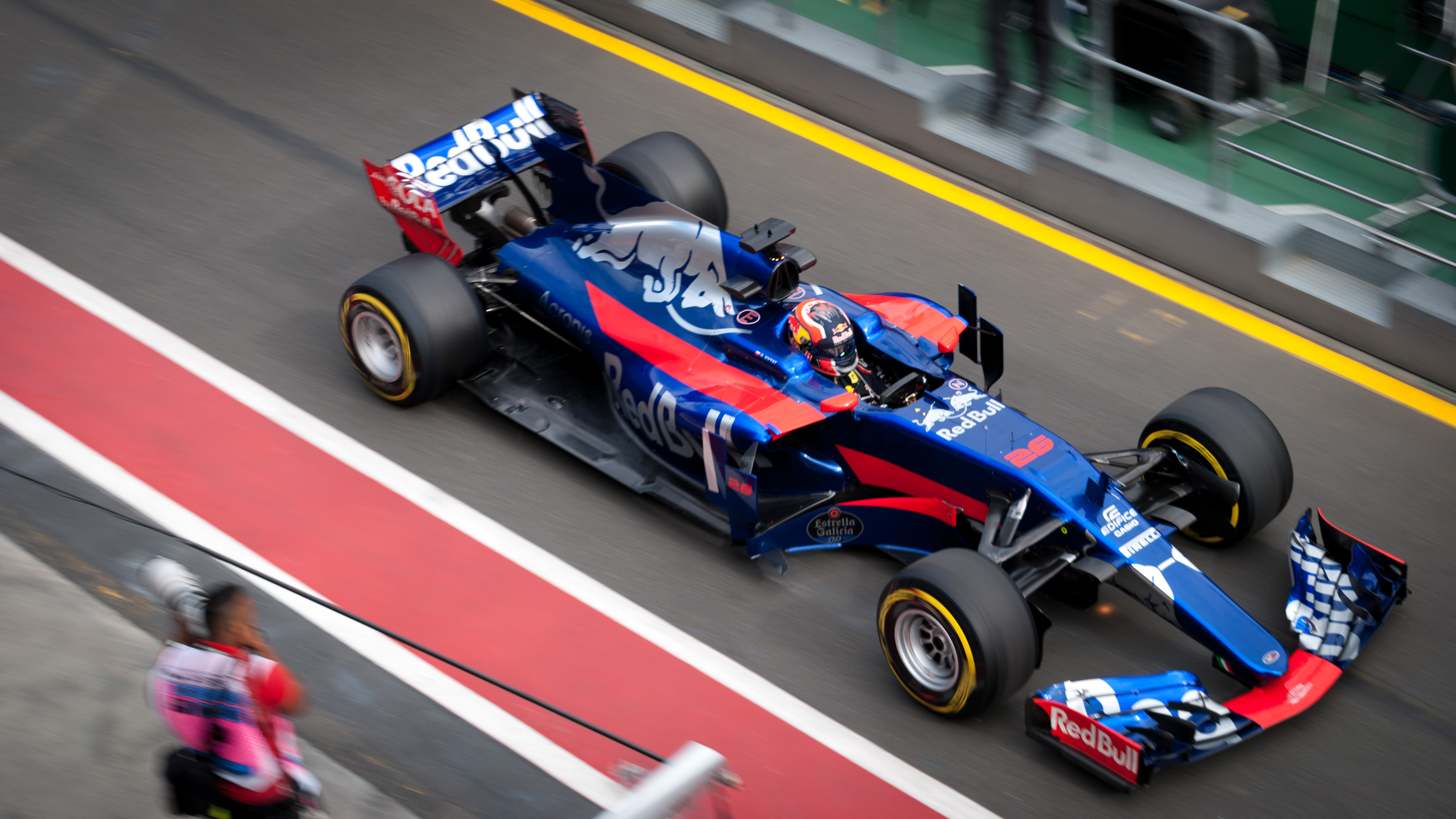
Kvyat conduciendo para Toro Rosso en el GP de Australia 2017.

En mayo de 2016, Red Bull anunció que el piloto de Toro Rosso Max Verstappen reemplazaría a Kvyat a partir del GP de España. Por tanto sería el compañero de Carlos Sainz Jr.. De acuerdo con el jefe de equipo de Red Bull Christian Horner, "Dany podrá continuar su desarrollo en Toro Rosso, en un equipo en que es familiar, dándole la oportunidad de mantener su forma y mostrar su potencial." En el GP de EE. UU. se anunció que Kvyat firmó para Toro Rosso para 2017 tras mucha especulación.
En 2017, Toro Rosso anunció la decisión de reemplazar a Kvyat para el siguiente GP de Malasia por el francés Pierre Gasly. A pesar de la decisión de dejarlo fuera, el equipo confirmó que el cambio no sería permanente. En palabras del equipo, "Esto no es una despedida para Daniil, sigue siendo de la familia Red Bull"  Kvyat volvió a correr con Toro Rosso en el GP de Estados Unidos, debido al fichaje de Carlos Sainz Jr. por Renault. A pesar de puntuar, no fue suficiente para asegurar su continuidad, ya que Toro Rosso eligió a Brendon Hartley y Pierre Gasly como dupla de pilotos a partir del GP de México. Por tanto, Daniil Kvyat se quedó sin sitio en el equipo. El contrato de 3 años de duración que le unía al equipo Red Bull fue rescindido y el piloto dejó de pertenecer a la escudería energética.

#### Piloto de pruebas en Ferrari (2018)
En enero de 2018, Ferrari anunció el fichaje de Kvyat como nuevo piloto de desarrollo para la temporada 2018, en la que la escudería italiana contaría con Sebastian Vettel y Kimi Räikkönen como pilotos titulares.

#### Tercera etapa en Toro Rosso (2019)
Regresó a la Scuderia Toro Rosso para 2019, en sustitución de Pierre Gasly, ascendido a Red Bull. Era compañero de equipo del debutante tailandés Alexander Albon. Logró su tercer podio en el campeonato en el lluvioso Gran Premio de Alemania. Este fue, además, el segundo podio de la escudería italiana. Finalizó 13.º, su mejor resultado final con este equipo.

#### Piloto reserva de Alpine (2021)
Tras quedarse sin asiento en Scuderia AlphaTauri para 2021, Kvyat se unió al equipo Alpine F1 Team para ser piloto reserva.

### Campeonato Mundial de Resistencia de la FIA
En febrero de 2022, fichó por G-Drive Racing para disputar la clase LMP2 del Campeonato Mundial de Resistencia de la FIA. Sin embargo, un mes después, el equipo decidió retirarse de la categoría como respuesta a las sanciones impuestas a Rusia debido al conflicto bélico con Ucrania de ese año. Kvyat describió las sanciones y restricciones contra los deportistas rusos como «injustas y discriminatorias».
Al año siguiente, fue anunciado el fichaje del ruso por Prema Racing para la temporada 2023.

## Vida privada
Daniil vive actualmente en Mónaco, es aficionado del club de fútbol AS Roma. Habla con fluidez cuatro idiomas: ruso, inglés, español e italiano.
En 2016 comenzó una relación con Kelly Piquet, hija del tricampeón de Fórmula 1 Nelson Piquet. En 2019 fueron padres primerizos de una niña, quien nació la noche anterior al Gran Premio de Alemania de 2019, en la cual Kvyat obtendría el tercer lugar. Finalmente, en 2020 se separaron.

## Resumen de carrera
| Temporada | Categoría                                              | Equipo                                  | Carreras          | Victorias         | Poles             | VR                | Podios            | Puntos            | Pos.              |
| --------- | ------------------------------------------------------ | --------------------------------------- | ----------------- | ----------------- | ----------------- | ----------------- | ----------------- | ----------------- | ----------------- |
| 2010      | Fórmula BMW Europea                                    | EuroInternational                       | 16                | 0                 | 0                 | 0                 | 1                 | 138               | 10.º              |
| 2010      | Fórmula BMW Pacífico                                   | EuroInternational                       | 8                 | 2                 | 2                 | 0                 | 5                 | 0                 | NC†               |
| 2010      | Series de Invierno de Fórmula Renault 2.0 UK           | Koiranen Bros. Motorsport               | 6                 | 0                 | 1                 | 0                 | 2                 | 109               | 4.º               |
| 2010      | Eurocopa de Fórmula Renault 2.0                        | Koiranen Bros. Motorsport               | 2                 | 0                 | 0                 | 0                 | 0                 | 0                 | NC†               |
| 2011      | Eurocopa de Fórmula Renault 2.0                        | Koiranen Motorsport                     | 14                | 2                 | 2                 | 3                 | 6                 | 155               | 3.º               |
| 2011      | Copa de Europa del Norte de Fórmula Renault 2.0        | Koiranen Motorsport                     | 20                | 7                 | 2                 | 5                 | 13                | 431               | 2.º               |
| 2011      | Series de Invierno de Fórmula Renault 2.0 UK           | Koiranen Motorsport                     | 6                 | 0                 | 0                 | 1                 | 2                 | 111               | 3.º               |
| 2011      | Toyota Racing Series                                   | Victory Motor Racing                    | 12                | 1                 | 1                 | 3                 | 6                 | 138               | 5.º               |
| 2012      | Eurocopa de Fórmula Renault 2.0                        | Koiranen Motorsport                     | 14                | 7                 | 3                 | 5                 | 9                 | 234               | 2.º               |
| 2012      | Fórmula Renault 2.0 Alpes                              | Koiranen Motorsport                     | 14                | 7                 | 4                 | 4                 | 8                 | 217               | 1.º               |
| 2013      | GP3 Series                                             | MW Arden                                | 16                | 3                 | 2                 | 4                 | 5                 | 168               | 1.º               |
| 2013      | Campeonato Europeo de Fórmula 3 de la FIA              | Carlin                                  | 21                | 1                 | 5                 | 1                 | 7                 | 0                 | NC†               |
| 2013      | Fórmula 1                                              | Scuderia Toro Rosso                     | Piloto de pruebas | Piloto de pruebas | Piloto de pruebas | Piloto de pruebas | Piloto de pruebas | Piloto de pruebas | Piloto de pruebas |
| 2014      | Fórmula 1                                              | Scuderia Toro Rosso                     | 19                | 0                 | 0                 | 0                 | 0                 | 8                 | 15.º              |
| 2015      | Fórmula 1                                              | Infiniti Red Bull Racing                | 18                | 0                 | 0                 | 0                 | 1                 | 95                | 7.º               |
| 2016      | Fórmula 1                                              | Red Bull Racing                         | 4                 | 0                 | 0                 | 0                 | 1                 | 25                | 14.º              |
| 2016      | Fórmula 1                                              | Scuderia Toro Rosso                     | 17                | 0                 | 0                 | 1                 | 0                 | 25                | 14.º              |
| 2017      | Fórmula 1                                              | Scuderia Toro Rosso                     | 15                | 0                 | 0                 | 0                 | 0                 | 5                 | 19.º              |
| 2018      | Fórmula 1                                              | Red Bull Toro Rosso Honda               | Piloto de pruebas | Piloto de pruebas | Piloto de pruebas | Piloto de pruebas | Piloto de pruebas | Piloto de pruebas | Piloto de pruebas |
| 2019      | Fórmula 1                                              | Red Bull Toro Rosso Honda               | 21                | 0                 | 0                 | 0                 | 1                 | 37                | 13.º              |
| 2020      | Fórmula 1                                              | Scuderia AlphaTauri Honda               | 17                | 0                 | 0                 | 0                 | 0                 | 32                | 14.º              |
| 2022      | NASCAR Cup Series                                      | Team Hezeberg by Reaume Brothers Racing | 3                 | 0                 | 0                 | 0                 | 0                 | 0                 | NC                |
| 2022      | NASCAR Xfinity Series                                  | Sam Hunt Racing                         | 1                 | 0                 | 0                 | 0                 | 0                 | 22                | 59.º              |
| 2022      | Russian Endurance Challenge - Class CN                 | G-Drive Racing                          | 2                 | 2                 | 2                 | 2                 | 2                 | ?                 | 1.º               |
| 2023      | Campeonato Mundial de Resistencia de la FIA - LMP2     | Prema Racing                            | 6                 | 0                 | 1                 | 0                 | 1                 | 63                | 9.º               |
| 2024      | Campeonato Mundial de Resistencia de la FIA - Hypercar | Lamborghini - Iron Lynx                 | 8                 | 0                 | 0                 | 0                 | 0                 | 2                 | 31.º              |
| 2024      | NASCAR Xfinity Series                                  | SS-Green Light Racing                   | 1                 | 0                 | 0                 | 0                 | 0                 | 16                | 66.º              |
| 2025      | IMSA SportsCar Championship - GTP                      | Automobili Lamborghini Squadra Corse    | Disputándose      | Disputándose      | Disputándose      | Disputándose      | Disputándose      | Disputándose      | Disputándose      |
| Fuentes:  |                                                        |                                         |                   |                   |                   |                   |                   |                   |                   |

- † Como Kvyat fue piloto invitado, no tuvo puntuación.

## Resultados

### GP3 Series
(Clave) (negrita indica pole position) (cursiva indica vuelta rápida puntuable)
| Año  | Escudería | 1   | 1   | 2   | 2   | 3   | 3   | 4   | 4   | 5   | 5   | 6   | 6   | 7   | 7   | 8   | 8   | Pos. | Puntos | Ref.   |
| ---- | --------- | --- | --- | --- | --- | --- | --- | --- | --- | --- | --- | --- | --- | --- | --- | --- | --- | ---- | ------ | ------ |
| 2013 | MW Arden  | BAR | BAR | VAL | VAL | SIL | SIL | NÜR | NÜR | BUD | BUD | SPA | SPA | MNZ | MNZ | YMC | YMC | 1.º  | 168    | [ 28 ] |
| 2013 | MW Arden  | 20  | Ret | 4   | 5   | 4   | 4   | Ret | 16  | 3   | 7   | 1   | 6   | 1   | 2   | 1   | 5   | 1.º  | 168    | [ 28 ] |

### Campeonato Europeo de Fórmula 3 de la FIA
(Clave) (negrita indica pole position) (cursiva indica vuelta rápida)

| Año  | Equipo | Motor      | 1     | 2     | 3     | 4     | 5     | 6     | 7        | 8        | 9     | 10       | 11       | 12       | 13      | 14    | 15      | 16        | 17       | 18        | 19      | 20       | 21       | 22    | 23      | 24      | 25      | 26      | 27      | 28    | 29    | 30    | Pos. | Puntos |
| ---- | ------ | ---------- | ----- | ----- | ----- | ----- | ----- | ----- | -------- | -------- | ----- | -------- | -------- | -------- | ------- | ----- | ------- | --------- | -------- | --------- | ------- | -------- | -------- | ----- | ------- | ------- | ------- | ------- | ------- | ----- | ----- | ----- | ---- | ------ |
| 2013 | Carlin | Volkswagen | MNZ 1 | MNZ 2 | MNZ 3 | SIL 1 | SIL 2 | SIL 3 | HOC 1 10 | HOC 2 12 | HOC 3 | BRH 1 10 | BRH 2 12 | BRH 3 14 | RBR 1 2 | RBR 2 | RBR 3 2 | NOR 1 Ret | NOR 2 12 | NOR 3 Ret | NÜR 1 9 | NÜR 2 13 | NÜR 3 16 | ZAN 1 | ZAN 2 3 | ZAN 3 4 | VAL 1 4 | VAL 2 3 | VAL 3 7 | HOC 1 | HOC 2 | HOC 3 | NC‡  | 0      |

- ‡ Kvyat fue piloto invitado, por lo tanto no fue apto para sumar puntos.

### Fórmula 1
(Clave) (negrita indica pole position) (cursiva indica vuelta rápida)

| Año     | Escudería                 | 1       | 2       | 3       | 4       | 5      | 6       | 7       | 8       | 9       | 10      | 11     | 12     | 13     | 14      | 15     | 16      | 17     | 18     | 19      | 20     | 21      | Pos. | Puntos |
| ------- | ------------------------- | ------- | ------- | ------- | ------- | ------ | ------- | ------- | ------- | ------- | ------- | ------ | ------ | ------ | ------- | ------ | ------- | ------ | ------ | ------- | ------ | ------- | ---- | ------ |
| 2013    | Scuderia Toro Rosso       | AUS     | MYS     | CHN     | BHR     | ESP    | MON     | CAN     | GBR     | GER     | HUN     | BEL    | ITA    | SIN    | RCO     | JPN    | IND     | ABU    | USA TD | BRA TD  |        |         |      |        |
| 2014    | Scuderia Toro Rosso       | AUS 9   | MYS 10  | BHR 11  | CHN 10  | ESP 14 | MON Ret | CAN Ret | AUT Ret | GBR 9   | GER Ret | HUN 14 | BEL 9  | ITA 11 | SIN 14  | JPN 11 | RUS 14  | USA 15 | BRA 11 | ABU Ret |        |         | 15.º | 8      |
| 2015    | Infiniti Red Bull Racing  | AUS DNS | MYS 9   | CHN Ret | BHR 9   | ESP 10 | MON 4   | CAN 9   | AUT 12  | GBR 6   | HUN 2   | BEL 4  | ITA 10 | SIN 6  | JPN 13  | RUS 5  | USA Ret | MEX 4  | BRA 7  | ABU 10  |        |         | 7.º  | 95     |
| 2016    | Red Bull Racing           | AUS DNS | BHR 7   | CHN 3   | RUS 15  |        |         |         |         |         |         |        |        |        |         |        |         |        |        |         |        |         | 14.º | 25     |
| 2016    | Scuderia Toro Rosso       |         |         |         |         | ESP 10 | MON Ret | CAN 12  | EUR Ret | AUT Ret | GBR 10  | HUN 16 | GER 15 | BEL 14 | ITA Ret | SIN 9  | MYS 14  | JPN 13 | USA 11 | MEX 18  | BRA 13 | ABU Ret | 14.º | 25     |
| 2017    | Scuderia Toro Rosso       | AUS 9   | CHN Ret | BHR 12  | RUS 12  | ESP 9  | MON 14† | CAN Ret | AZE Ret | AUT 16  | GBR 15  | HUN 12 | BEL 12 | ITA 12 | SIN Ret | MYS    | JPN     | USA 10 | MEX    | BRA     | ABU    |         | 19.º | 5      |
| 2019    | Red Bull Toro Rosso Honda | AUS 10  | BHR 12  | CHN Ret | AZE Ret | ESP 9  | MON 7   | CAN 10  | FRA 14  | AUT 17  | GBR 9   | GER 3  | HUN 15 | BEL 7  | ITA Ret | SIN 15 | RUS 12  | JPN 10 | MEX 11 | USA 12  | BRA 10 | ABU 9   | 13.º | 37     |
| 2020    | Scuderia AlphaTauri Honda | AUT 12† | EST 10  | HUN 12  | GBR Ret | 70A 10 | ESP 12  | BEL 11  | ITA 9   | TOS 7   | RUS 8   | EIF 15 | POR 19 | EMI 4  | TUR 12  | BHR 11 | SAK 7   | ABU 11 |        |         |        |         | 14.º | 32     |
| Fuente: |                           |         |         |         |         |        |         |         |         |         |         |        |        |        |         |        |         |        |        |         |        |         |      |        |